# 長臂國

圖出自《古今圖書集成·方輿彙編·邊裔典·第九十六卷》

明朝，胡文煥《山海經圖》

長臂國，又稱作張弘國，是《淮南子》所記海外三十六國之一，其民稱作修臂民。張弘即長肱，也即為長臂人。其國位在南方、周饒國（或是焦僥國）的東方，其民皆為長臂，臂長三尺，善於捕魚。
在《山海經·海外南經》、《大荒南經》中有所記載，在《穆天子傳·卷二》記載天子曾封長肱於黑水之西河，在《鏡花緣》中曾出現過。

## 註釋

圖出自《古今圖書集成·方輿彙編·邊裔典·第一百七卷》